# Рејнир (Орегон)
Рејнир (енгл. Rainier) град је у америчкој савезној држави Орегон.

## Демографија
По попису из 2010. године број становника је 1.895, што је 208 (12,3%) становника више него 2000. године.
| Група             | 2000.         | 2010.         |
| Белци             | 1.546 (91,6%) | 1.740 (91,8%) |
| Афроамериканци    | 1 (0,1%)      | 3 (0,2%)      |
| Азијати           | 6 (0,4%)      | 4 (0,2%)      |
| Хиспаноамериканци | 48 (2,8%)     | 75 (4,0%)     |
| Укупно            | 1.687         | 1.895         |